# Monument ter herinnering aan de boekverbranding

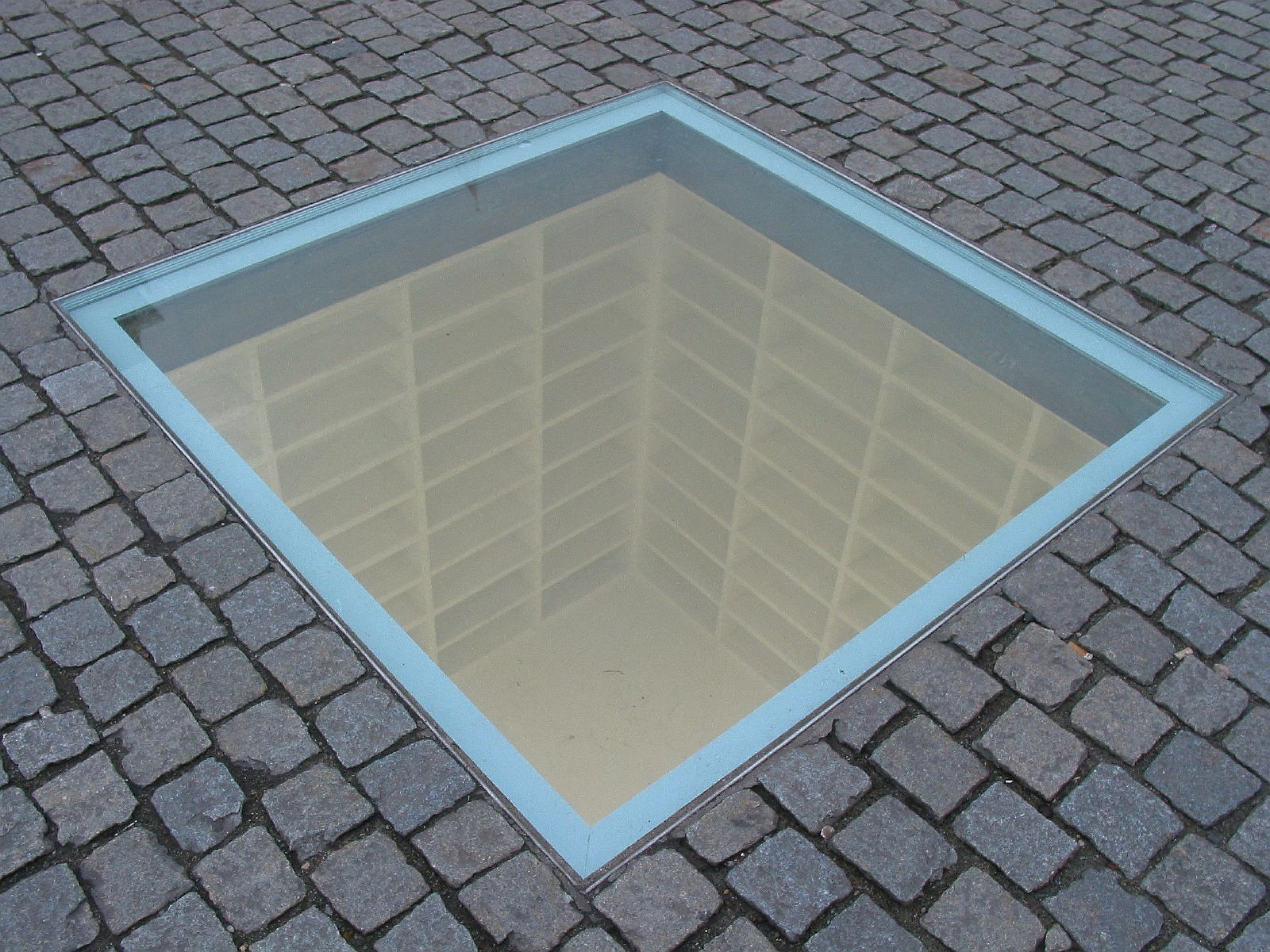
De lege, in de grond verzonken 'bibliotheek'.

Het monument ter herinnering aan de boekverbranding is een gedenkteken verwijzend naar de boekverbranding in Berlijn van 1933 en bevindt zich op de Bebelplatz (naast de straat Unter den Linden), waar de gebeurtenis op 10 mei 1933 plaatsvond.

## Geschiedenis
Op de Bebelplatz, destijds Kaiser-Franz-Josef-Platz (1911-1947) geheten, werden op de tiende mei van 1933 meer dan 20.000 boeken van de nabij gelegen Friedrich-Wilhelms-Universiteit (de tegenwoordige Humboldtuniversiteit) verbrand die niet voldeden aan de nazi-richtlijnen zoals vastgesteld door de Reichskulturkammer. Onder anderen leden van de Nationalsocialistische Duitse Studentenbond wierpen boeken van vooral Joodse, communistische, liberale en sociaalkritische auteurs in het vuur. Deze niet door de NSDAP maar door de Deutsche Studentenschaft georganiseerde literatuur- en lectuurvernietiging vond op diezelfde dag ook in 21 andere Duitse studentensteden plaats, zoals Hannover en Dortmund. Dit was onderdeel van de een maand eerder gestarte 'actie tegen de on-Duitse geest'.

## Details
Het 5 x 5 x 5 meter grote monument is ontworpen door de Israëlische kunstenaar Micha Ullman. Vanaf het plein zijn in de diepte lege boekenkasten te zien, met plaats voor 20.000 boeken. Deze ruimte is niet toegankelijk. Naast de glasplaat op het plein dat een blik in het monument geeft, staat op twee bronzen platen onder meer het toepasselijke citaat van Heinrich Heine: "Wo man Bücher verbrennt, verbrennt man am Ende auch Menschen", dat hij in 1820 schreef (in het werk Almansor). Overigens is deze tekst verkeerd geciteerd: in de originele zin staat 'auch' voor 'am Ende'.

### Volledige tekst
Op de platen staat de volgende tekst:

"Das war ein Vorspiel nur, dort

wo man Bücher verbrennt,

verbrennt man am Ende auch Menschen."
Heinrich Heine 1820
In der Mitte dieses Platzes verbrannten am 10. Mai 1933 nationalsozialistische Studenten die Werke hunderter freier Schriftsteller, Publizisten, Philosophen und Wissenschaftler.
"Bibliothek" Denkmal "Die Bücherverbrennung vom 10. Mai 1933"
Von Micha Ullman Gebaut 1994/95

## Afbeeldingen

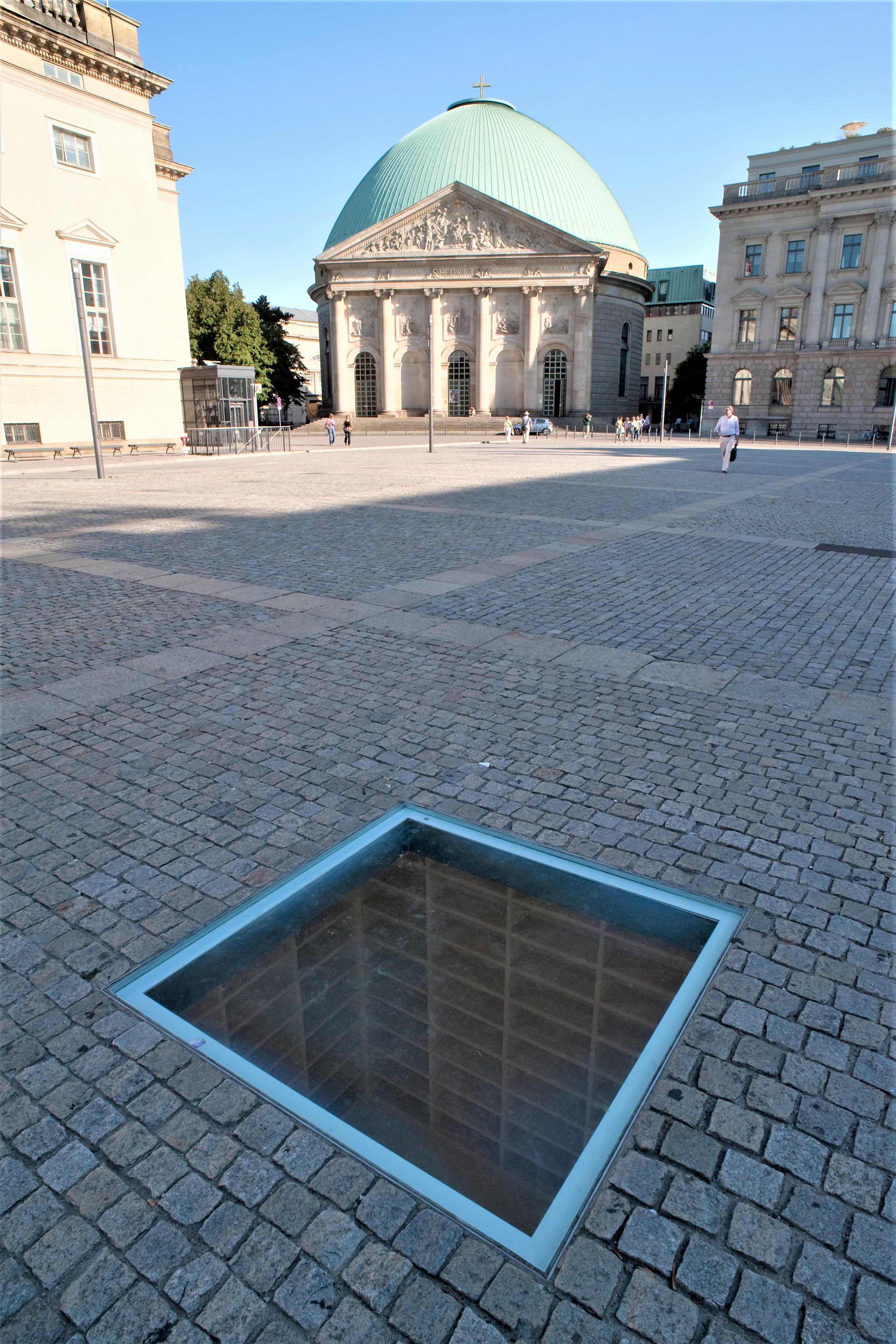
Monument met op de achtergrond de Sint-Hedwigskathedraal).
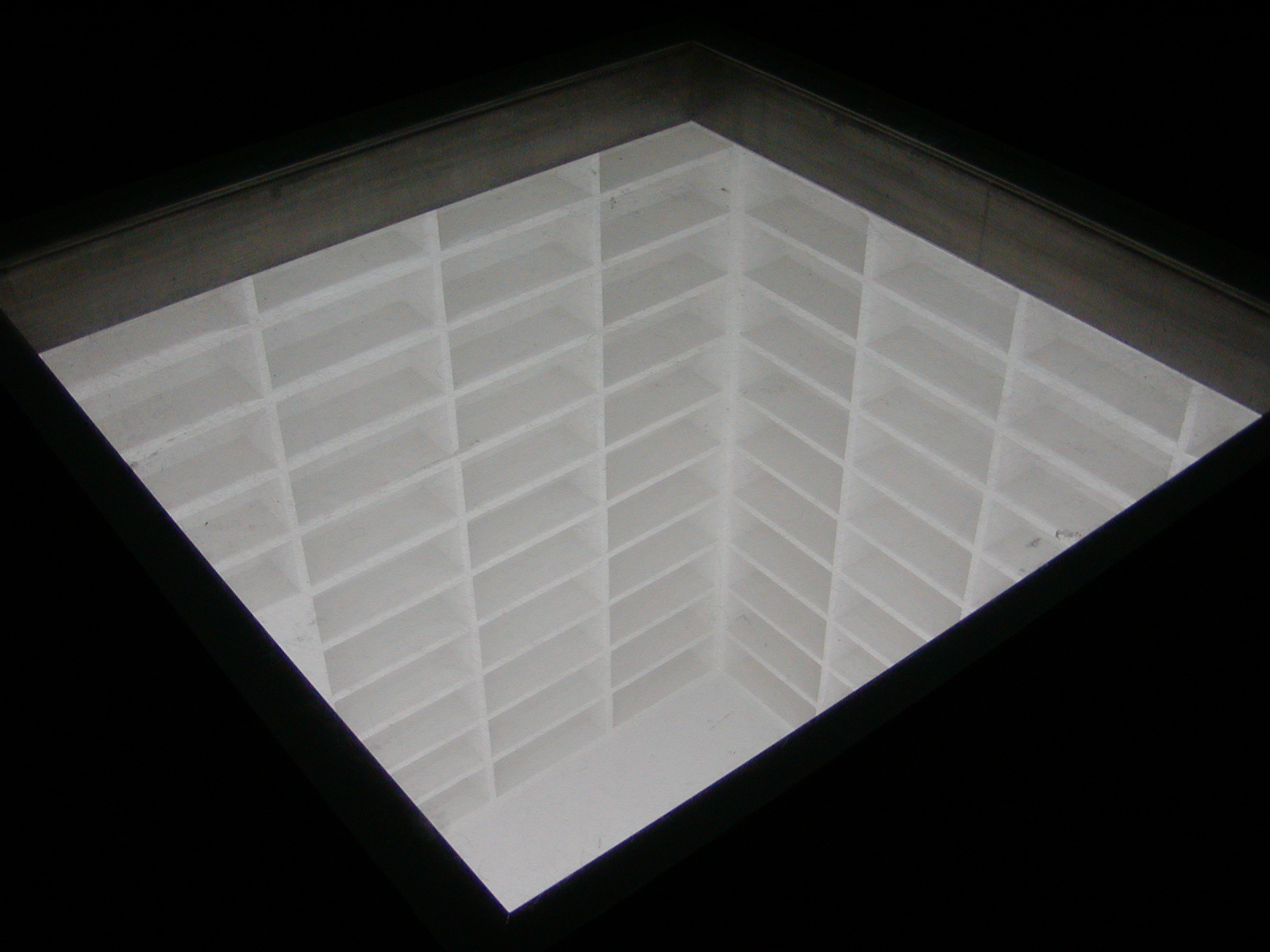
Het monument 's avonds verlicht.
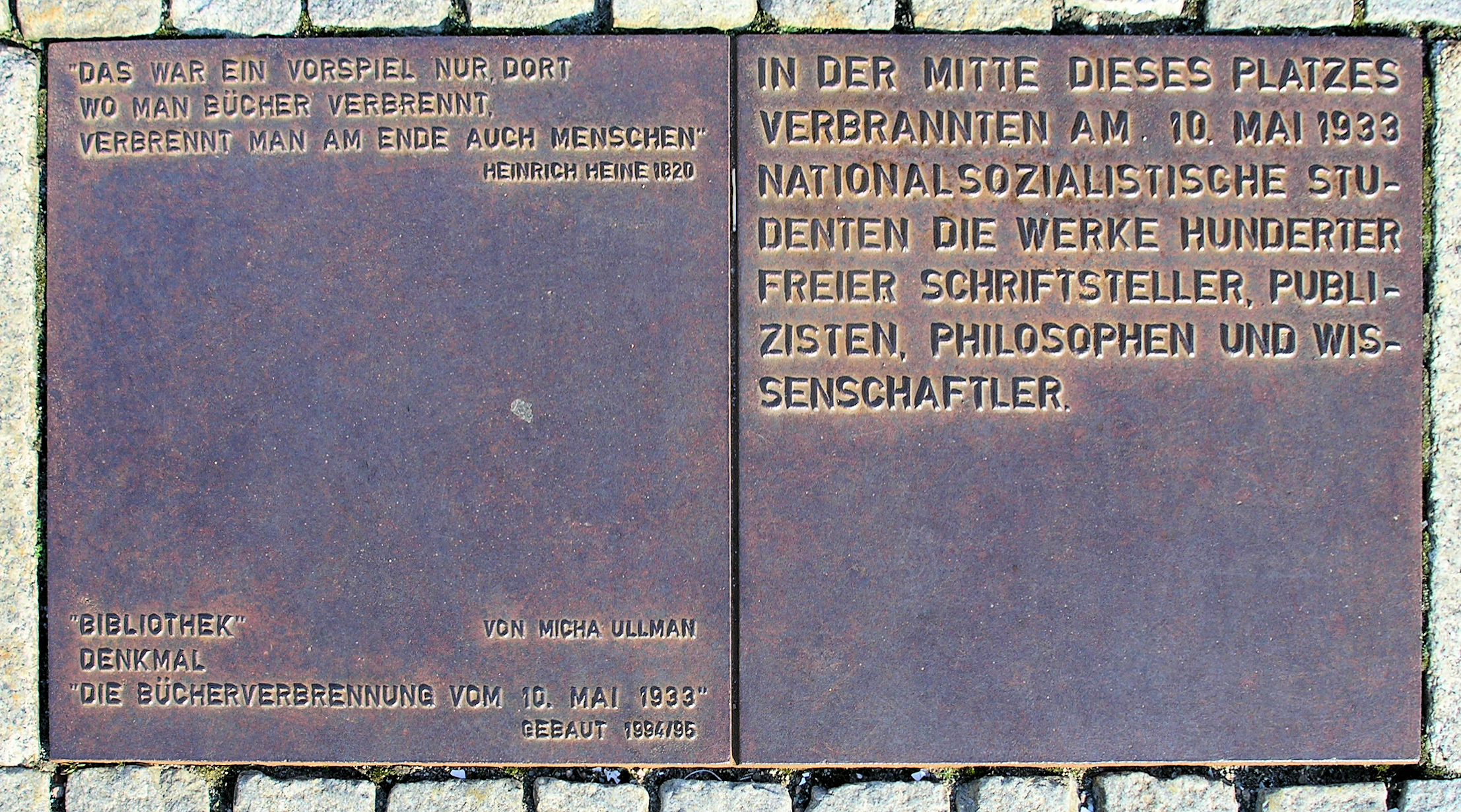
Gedenkplaat bij het monument.
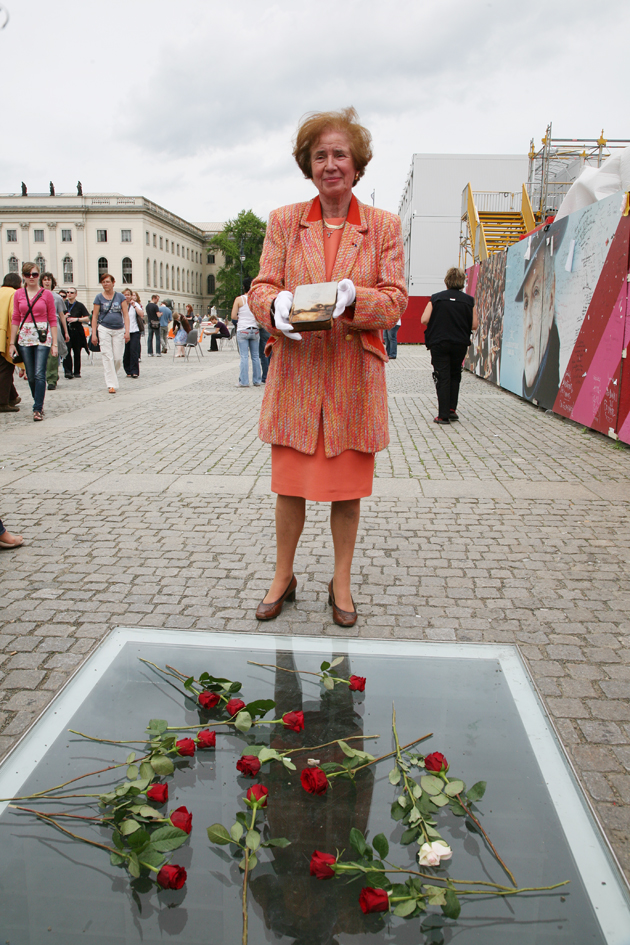
Beate Klarsfeld in de rol van Die Linke-politicus aanwezig bij het monument (2012).

## Vertalingen
1. ↑  "Waar men boeken verbrandt, verbrandt men uiteindelijk ook mensen"
2. ↑  "Het was slechts een voorspel, daar

waar men boeken verbrandt,

verbrandt men uiteindelijk ook mensen."

Heinrich Heine 1820

In het midden van dit plein verbrandden op 10 mei 1933 nationaalsocialistische studenten de werken van honderden vrije schrijvers, publicisten, filosofen en wetenschappers.

"Bibliotheek" monument "De boekverbranding van 10 mei 1933"